# Doležalovo kvarteto
Doležalovo kvarteto je české smyčcové kvarteto.

## Historie
Založil jej v červnu 1972 violista Karel Doležal. Ve svých počátcích kvarteto studovalo u profesorů Lubomíra Kosteckého a Antonína Kohouta, členů Smetanova kvarteta. V roce 1975 absolvovalo mistrovské kurzy ve Výmaru u Raphaela Hylliera, violisty Juilliard Quartetta.
Brzy po svém vzniku zahájilo Doležalovo kvarteto úspěšnou koncertní a nahrávací činnost. Získalo Titul laureáta a Cenu pro nejmladšího účastníka na Mezinárodní soutěži Pražské jaro (1975), Stříbrnou medaili na Mezinárodní soutěži v Bordeaux (1977) a Cenu Českého spolku pro komorní hudbu při České filharmonii (1989). Dále získalo ocenění za nahrávky smyčcových kvartetů Antonína Dvořáka („Nejlepší nahrávka měsíce“ – časopis Neue Zeitschrift für Musik, Německo 1982) a Leoše Janáčka (Diapason d’Or, Francie 1985 a „Nejlepší nahrávka roku“, USA 1996).
Během let soubor odehrál téměř 2000 koncertů na prestižních festivalech a pódiích celého světa. Pořídil také desítky nahrávek pro rozhlas a televizi (USA – Radio New York Times, Francie – Radio Paris, Německo, Rakousko atd.) Z nejdůležitějších uměleckých počinů Doležalova kvarteta je možné uvést například koncerty v Tunisku s klavíristou Pavlem Štěpánem (1977), koncerty na festivalu ve finském Kuhmo s kontrabasistou Františkem Poštou a violistou Jurijem Bašmetem (1982), koncerty ve Francii s violoncellistou Mischou Maiskym (1984), podíl na kompletním provedení Beethovenových kvartetů v Tonhalle Zürich spolu s Amadeus, Alban Berg a Julliard Quartett (1984), vystoupení v přímém přenosu Radio France na festivalu v Montpellier (1990), koncert na Dnech Bohuslava Martinů v Paříži s klavíristou Josefem Páleníčkem (1990) nebo festivaly v Japonsku s klavíristou Josefem Hálou (1993). Kvarteto také pravidelně vystupovalo na Mezinárodním festivalu Pražské jaro.
V únoru 2003 se ve Dvořákově síni Rudolfina konal slavnostní koncert k 30. výročí založení Doležalova kvarteta. Poté byla činnost souboru ukončena a zakladatel Karel Doležal předal název hudebníkům mladé nastupující generace.

## Nové kvarteto
Inaugurační koncert nového Doležalova kvarteta proběhl v dubnu 2005 v koncertním cyklu Symfonického orchestru hl. m. Prahy FOK. Kvarteto později začalo vystupovat v ČR (např. cyklus Českého spolku pro komorní hudbu), ale i v zahraničí (Německo, Francie, Belgie, Itálie, Polsko, Maďarsko atd.). Spolupracuje s Českým rozhlasem a Českou televizí.
Soubor postoupil do semifinále Osaka International Chamber Music Competition v Japonsku (2008) a je laureátem mezinárodních soutěží Maxe Regera v německém Sonderhausenu (2009) a Leoše Janáčka v Brně (2010, 2015), na níž obdržel zvláštní cenu poroty za interpretaci díla Antonína Dvořáka a cenu pro nejlepší český soubor. V roce 2016 získalo Doležalovo kvarteto Cenu Českého spolku pro komorní hudbu.
Od roku 2013 je soubor zván francouzskou organizací ProQuartet na prestižní kvartetní kurzy ve francouzské Provence, kde se potkali mimo jiné s prof. Günterem Pichlerem, a na základě úspěšného koncertu také následně k účinkování na několika festivalech komorní hudby v Maďarsku, Belgii a Francii, kde vystoupili se světovými špičkami oboru. V roce 2014 byli podpořeni francouzským sdružením „Les Amis de ProQuartet“.
V současné době hraje soubor ve složení Václav Dvořák a Jan Zrostlík (housle), Martin Adamovič (viola) a Vojtěch Urban (violoncello).